# Kucborowo
Kucborowo (kaszub. Kùcbòrowò) – kolonia w Polsce, w województwie pomorskim, w powiecie kartuskim, w gminie Stężyca.
Miejscowość leży na Kaszubach, na terenie Kaszubskiego Parku Krajobrazowego. Wchodzi w skład sołectwa Stężyca.
Do 2023 miejscowość była częścią kolonii Delowo.
W latach 1975–1998 Kucborowo administracyjnie należało do województwa gdańskiego.
Kucborowo 31 grudnia 2011 r. miało 6 stałych mieszkańców.